# Tetraopes comes
Tetraopes comes är en skalbaggsart som beskrevs av Bates 1881. Tetraopes comes ingår i släktet Tetraopes och familjen långhorningar.
Artens utbredningsområde är:
- Costa Rica.
- Guatemala.

Inga underarter finns listade i Catalogue of Life.